# Axel Norling
Karl Axel Patrik (Axel) Norling  (Stockholm, 16 april 1884 - Stockholm, 7 mei 1964) was een Zweeds sporter.
Norling was een veelzijdig sporter hij nam tijdens de spelen deel aan het touwtrekken, schoonspringen en turnen.
Norling won tijdens de Olympische Zomerspelen 1906 de bronzen medaille bij het touwtrekken. Norling won in 1908 met zijn broer Daniel de gouden medaille in de landenwedstrijd. Vier jaar later in zijn geboortestad Stockholm won Norling wederom samen met zijn broer de olympische titel in de landenwedstrijd Zweeds systeem.

## Olympische Zomerspelen
| Jaar | Plaats    | Resultaten                                           |
| ---- | --------- | ---------------------------------------------------- |
| 1906 | Athene    | touwtrekken team · 16e schoonspringen 10 meter toren |
| 1908 | Londen    | team                                                 |
| 1912 | Stockholm | team Zweedse systeem                                 |